# Выхино (муниципальный округ)
Вы́хино — бывший муниципальный округ Москвы, существовавший с 1991 по 1995 годы. Получил название по располагавшейся ранее на этом месте деревне Выхино и по станции метро «Выхино». Позже его территория вместе с территорией муниципального округа «Жулебино» была включена в состав нового района «Выхино-Жулебино».

## История
Временный муниципальный округ «Выхино» был создан в ходе административной реформы 1991 года и входил в состав Юго-Восточного административного округа Москвы.
После принятия 5 июля 1995 года закона «О территориальном делении города Москвы» территория временного муниципального округа «Выхино» была объединена с территорией муниципального округа «Жулебино» в новый район «Выхино-Жулебино».

## Границы муниципального округа
Согласно распоряжению мэра Москвы «Об установлении временных границ муниципальных округов Москвы», граница муниципального округа «Выхино» проходила:
от пересечения улицы Чугунные Ворота с улицей Академика Скрябина по улице Академика Скрябина - до Волгоградского проспекта, по Волгоградскому проспекту - до Сормовской улицы, по Сормовской улице - до Сормовского проезда, по Сормовскому проезду - до улицы Академика Скрябина, по улицам Академика Скрябина, Вострухина и Хлобыстова - до Рязанского проспекта, по Рязанскому проспекту - до Самаркандского бульвара, по Самаркандскому бульвару - до Ферганской улицы и юго-восточной границе жилой застройки - до Волгоградского проспекта, по Волгоградскому проспекту - до восточной границы жилой застройки, по восточной границе жилой застройки - до улицы Чугунные Ворота, по улице Чугунные Ворота - до улицы Академика Скрябина.
Таким образом, территория временного муниципального округа была меньше территории современного района «Выхино-Жулебино» (его западной части, Выхине): в его состав были включены только заселённые территории, но не были включены территории Кузьминского кладбища и Кузьминского лесопарка.